# اچ‌ام‌سی‌اس لوون (پی‌سی‌اس ۷۸۰)
اچ‌ام‌سی‌اس لوون (پی‌سی‌اس ۷۸۰) (به انگلیسی: HMCS Loon (PCS 780)) یک کشتی است که طول آن ۹۲ فوت (۲۸ متر) می‌باشد. این کشتی در سال ۱۹۵۴ ساخته شد.